# El furgón
El furgón es una película del año 2003, dirigida por Benito Rabal y protagonizada por Sancho Gracia y Pablo Carbonell.

## Argumento
Como consecuencia de un accidente de tráfico, tres delincuentes de poca monta —un carterista manco ya jubilado, un pobre hombre nacido en la cárcel y que ha pasado en ella toda su vida, y un joven con mala suerte cuya aspiración es tener un taller mecánico— logran escapar del furgón policial que los conduce a la cárcel. Aprovechando un tren de mercancías, consiguen llegar hasta la costa levantina, donde se esconden en una solitaria mansión junto al mar. A pesar de ser época de temporada baja, la casa está preparada para ser habitada con todo lujo de detalles. Y, extrañamente también, hasta esta llega Nina, una joven extranjera a quien los tres fugados no tienen más remedio que retener. Pero tras Nina llegan además unos rusos pertenecientes a la mafia, y los tres delincuentes acabarán involucrados fortuitamente en tráfico de plutonio, en una trama donde nadie es quien parece, ni siquiera ellos tres, quienes en medio de seducciones, trampas y engaños, serán los únicos que actuarán con honestidad.

## Reparto
| Intérprete                | Personaje                                    |
| ------------------------- | -------------------------------------------- |
| Sancho Gracia             | Constantino Fuentes García "El Manco"        |
| Pablo Carbonell           | Santos Expósito                              |
| Carlos Fuentes            | Daniel Torres "Dani"                         |
| Elsa Pataky               | Nina                                         |
| Aitor Mazo                | Boris                                        |
| Luis Cuenca               | Javier Saéz de León y de la Maza, el Abogado |
| Manuel Galiana            | Javier Quintana, el Juez                     |
| Rafael Álvarez "El Brujo" | Inspector                                    |
| Óscar Ladoire             | Cajero                                       |
| Víctor Manuel Sánchez     | Ruso 1                                       |
| Alejandro Cobo            | Ruso 2                                       |
| José María Rueda          | Guardia 1                                    |
| Antonio Bravo             | Guardia 2                                    |
| Ismael Martínez           | Guardia 3                                    |
| Candela Rabal             | Guardia 4                                    |
| Chema Alonso              | Guardia 5                                    |
| Javier I. Bustamante      | Gasolinero                                   |

- Datos: Q16492313